# Abastenia St. Leger Eberle

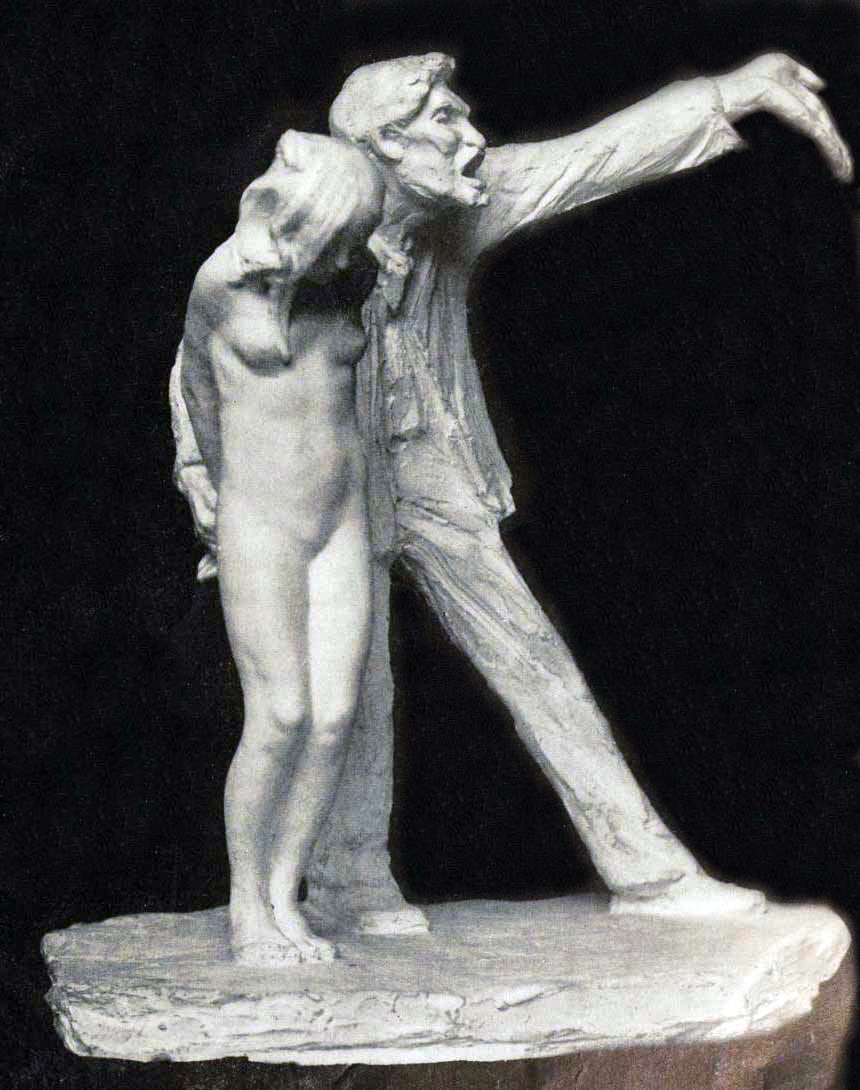
Abastenia St. Leger Eberle, Biała niewolnica, 1912–1913, lokalizacja nieznana

Abastenia St. Leger Eberle (ur. 6 kwietnia 1878 w Webster City, stan Iowa, zm. 26 lutego 1942 w Nowym Jorku) – amerykańska rzeźbiarka, przedstawicielka neoklasycyzmu i realizmu. Znana z rzeźb Dziewczyna na łyżwach i Biała niewolnica.

## Życiorys
Mary Abastenia St. Leger Eberle urodziła się jako córka Harry’ego A. Eberle i Clary St. Leger. Ojciec, absolwent wydziału medycznego McGill University, nie potrafił zapewnić dzieciom właściwego wykształcenia; matka, potomek francuskich hugenotów, uczyła gry na fortepianie i grała na organach w kościele w Webster City. Rodzina, w tym młodsza siostra Abastenii, Louise, przeprowadzała się kolejno do Topeki, Kansas City by osiąść w Canton, gdzie w 1895 roku Abastenia Eberle ukończyła szkołę wyższą. Zamiarem jej było zostanie profesjonalnym muzykiem, ale plany te uległy zmianie, gdy zaczęła udanie eksperymentować z rzeźbieniem w glinie. Ojciec zabrał ją do jednego ze swych pacjentów, który uczył ją modelowania w wosku. W 1899 roku została przyjęta do Art Students League of New York. Studiowała pod kierunkiem George’a Greya Barnarda i Kenyona Coxa. Jej rzeźba Mężczyźni i byk, stworzona we współpracy z Anną Vaughan Hyatt zdobyła w 1904 roku uznanie na wystawie zorganizowanej przez Society of American Artists. W 1906 roku Eberle została członkinią National Sculpture Society będąc jedną z siedmiu kobiet uhonorowanych w ten sposób od momentu powstania stowarzyszenia w 1893 roku.
Od 1907 Eberle mieszkała i przez większość czasu pracowała w nowojorskiej dzielnicy Lower East Side, gdzie tworzyła czerpiąc motywy z życia biedoty, co było zgodne z jej wiarą w społeczną odpowiedzialność artysty. Chociaż znawcy sztuki podziwiali jej osiągnięcia, radykalizm społeczny Eberle sprawiał, iż jej prace odległe były od gustów publiczności. Od 1909 artystka zaczęła spędzać sezony letnie w Woodstock. W 1907 i 1908 roku odwiedziła Włochy, a w 1913 Paryż. Po powrocie do Ameryki zainteresowała się bliżej życiem imigrantów. Żyła i pracowała wśród nich. W swych pracach przedstawiała głównie kobiety i dzieci. Stała się aktywną sufrażystką. W Mackbeth Gallery zorganizowała wystawę mającą na celu pozyskanie funduszy na rzecz ruchu sufrażystek. W 1908 roku w Nowym Jorku zorganizowana została głośna wystawa malarzy tworzących ugrupowanie The Eight, którego jądro określano później jako Ashcan School, brak jest jednak dowodów świadczących o tym, iż prace Eberle powstawały pod wpływem członków tego ugrupowania; podobnie jak jej współcześni, Jerome Myers i Mahonri Young, Eberle wydawała się iść własną drogą i tworzyć niezależnie.
W 1909 roku artystka zbudowała małą pracownię w Woodstock, w której w 1910 roku stworzyła rzeźbę Wietrzny próg, przedstawiając kobietę z miotłą, ubraną w długą spódnicę rozwiewaną przez wiatr. Praca ta okazała się być jednym z jej najbardziej udanych dzieł; na wystawie zorganizowanej przez National Academy of Design w 1910 roku zdobyła nagrodę Helen Foster Barnett Prize jako najlepsza rzeźba stworzona przez artystę w wieku poniżej 35 lat. Dzieło to zostało zakupione przez cztery muzea, a do kwietnia 1917 roku sprzedano 15 z 20 jego kopii. Wietrzny próg okazał się początkiem udanej kariery Eberle. W 1913 roku, na przełomowej wystawie Armory Show, artystka zaprezentowała dwie swoje rzeźby: Białą niewolnicę, ukazującą młodą, nagą dziewczynkę prowadzoną przez gestykulującego, starszego mężczyznę w celu sprzedania jej na aukcji prostytutek, i potrójną rzeźbę Brodzące dziewczyny. W 1920 roku Eberle została wybrana jako członkini National Academy of Design, a w roku następnym miała indywidualną wystawę w Macbeth Gallery. W tym czasie jednak z powodu dolegliwości serca, które zaczęły się w roku 1915, zmuszona była przerwać swoją działalność artystyczną. Pracowała tylko wtedy, kiedy miała siły oraz środki na wynajęcie pomocy niezbędnej przy tworzeniu ciężkich rzeźb. W 1921 roku przekazała 20 gipsowych kopii swoich prac jako prezent dla Kendall Young Library w rodzinnym mieście.
Ostatnie lata życia Eberle spędzała głównie w Westport, w stanie Connecticut. Zmarła w Nowym Jorku.

## Twórczość
Humanistyczne zainteresowania Eberle inspirowały jej charakterystyczne, niewielkie rzeźby z brązu ukazujące w naturalistyczny sposób dzieci i kobiety z niższych klas. Artystka była pod wpływem Jane Addams i progresywizmu z przełomu XIX i XX wieku. Przedmiotem jej podziwu była witalność i niepohamowana radość życia w nowojorskiej kamienicy. Podobnie jak współcześni jej malarze z kręgu Ashcan School, używała energicznego, antyakademickiego stylu, odpowiedniego do przedstawianych przez nią scen rodzajowych. Wyrazem realistycznego stylu i tematyki społecznej w twórczości Eberle stały się takie jej rzeźby jak: Kobiety zbierające węgiel (1907), Biała niewolnica (1913; znana też jako Białe niewolnictwo) i Ośmielasz się dotykać moje dziecko (ok. 1915).